# Охотный ряд (торговый комплекс)
«Охотный ряд» — подземный торговый центр под Манежной площадью в Тверском районе Центрального административного округа города Москвы.

## История

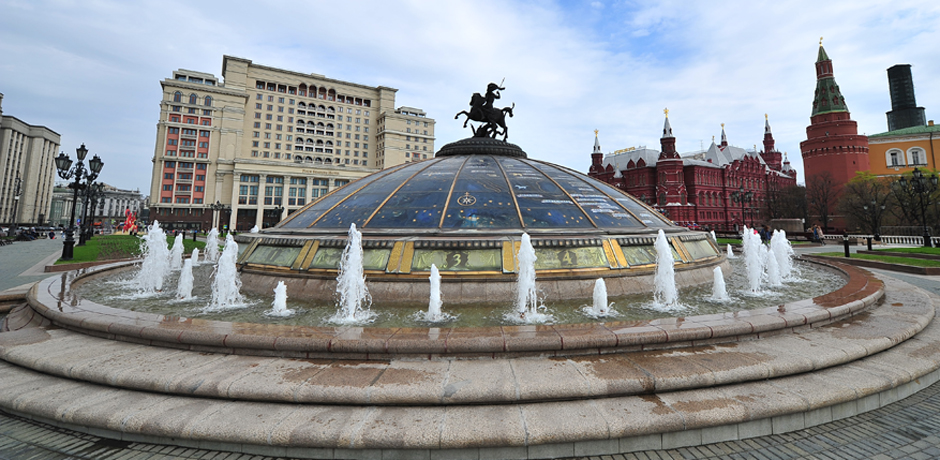
Фонтан «Часы мира»

История подземного комплекса на Манежной площади в Москве началась с закрытого конкурса «Обустройство Манежной площади», объявленного в 1989 году по инициативе Юрия Лужкова, Александра Музыкантского и Гавриила Попова. Фаворитом конкурса были приглашённые французские архитекторы, а неожиданным победителем стал бывший главный архитектор Бухары Борис Улькин с идеей 7-уровневого комплекса, уходящего под землю на глубину до 38 метров. На 120 тысячах м² Улькин предложил разместить архитектурный музей, исторический театр, детский игровой центр, художественный салон, киновидеозал, рестораны, магазины, банки и офисы. На двух нижних уровнях комплекса была предусмотрена стоянка на 450 автомобилей, а наземная Манежная площадь должна была стать полностью пешеходным общественным пространством с уличными кафе, навесами и скамейками. Также Улькин предложил убрать проезды, разделяющие площадь, Александровский сад и Манеж, а между площадью и садом создать искусственное ущелье с пешеходными мостами и вывести из коллектора Неглинку.

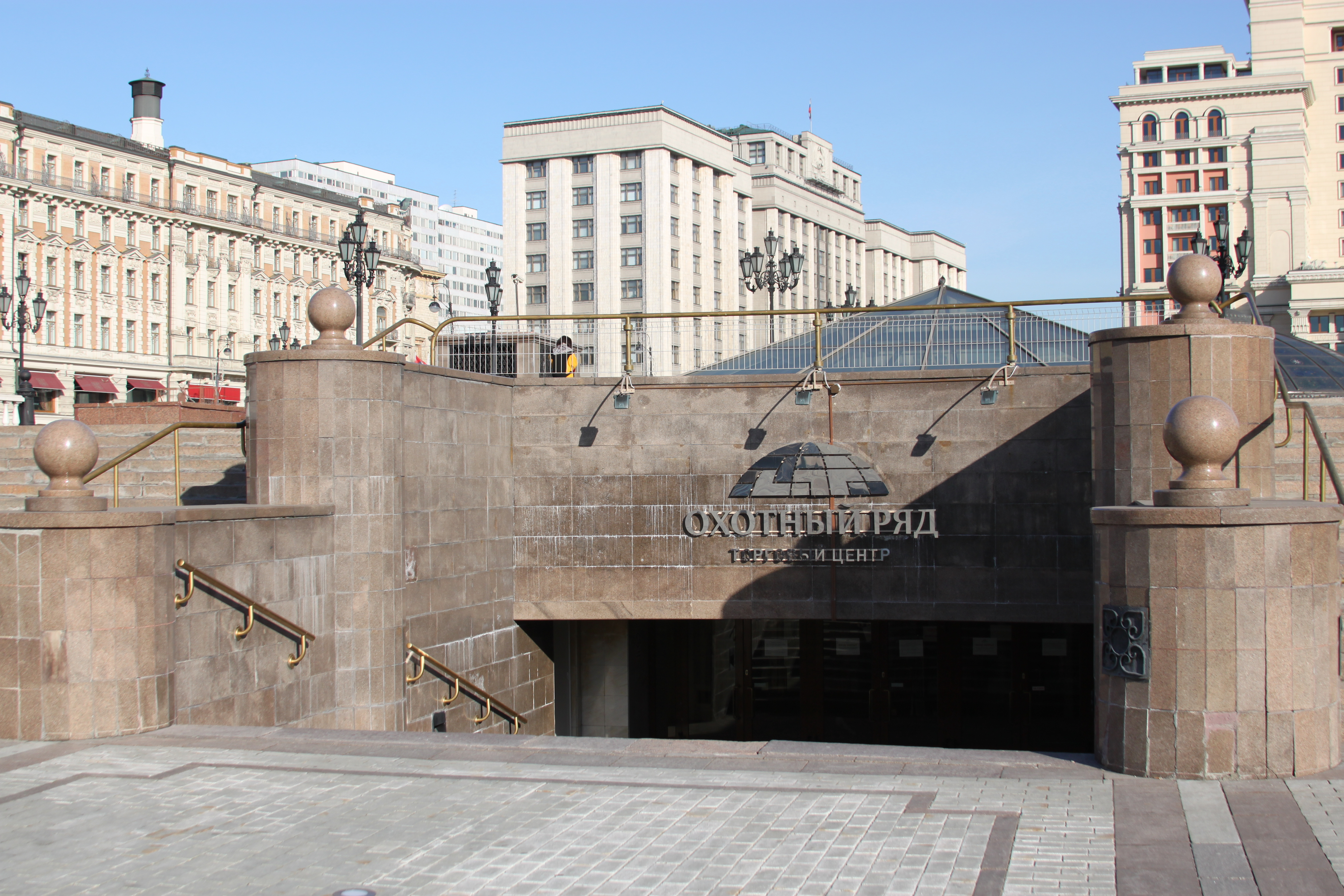
Вход в торговый центр

В 1993 году была изменена схема движения транспорта вблизи Московского кремля, освободившая Манежную площадь для строительства, а в марте 1994 года постановлением московской мэрии проекту был дан ход со сроком сдачи через 2,5 года — накануне празднования 850-летия Москвы. Начало работ было профинансировано столичным правительством в объёме более 30 миллиардов рублей, а для привлечения частных инвестиций в сентябре 1995 года было учреждено акционерное общество «Манежная площадь», которому перешло право аренды участка на 49 лет. Общие вложения в проект составили 350 миллионов долларов, одним из основных инвесторов стал Собинбанк. Уже в процессе ведения работ проект был направлен на экспертизу английской компании Bovis International, которая предложила для ускорения окупаемости отказаться от функции общественно-культурного центра. Рекомендации понравились Лужкову, но Улькин отказался идти на компромисс и вносить изменения, поэтому проект был передан «Моспроекту-2» во главе с Михаилом Посохиным, который привлёк своего тестя Зураба Церетели в качестве дизайнера. Новым архитектором стал Дмитрий Лукаев, он предложил поднять над землей часть первого этажа, устроить каскад фонтанов, имитирующих речное русло, облицевать берега камнем и установить скульптуры.
Строительство торгового центра, получившего название «Охотный ряд», было завершено по проекту, который хоть и назывался «редакцией проекта Улькина», не имел с ним ничего общего. Юрий Лужков и Борис Ельцин торжественно открыли «Охотный ряд» в рамках празднования 850-летия Москвы, однако после торжеств торговый центр вновь был закрыт и постепенно введён в эксплуатацию в ноябре—декабре 1997 года. С этого дня торговый комплекс работает ежедневно, кроме 9 мая и 7 ноября, а в дни репетиций Парада Победы режим работы сокращается.

### Террористический акт в августе 1999 года
31 августа 1999 года на нижнем уровне «Охотного ряда» в зале игровых автоматов сработало взрывное устройство. Погиб 1 человек, ещё 40 получили ранения осколками стекла, ожоги и контузии.

## Архитектура

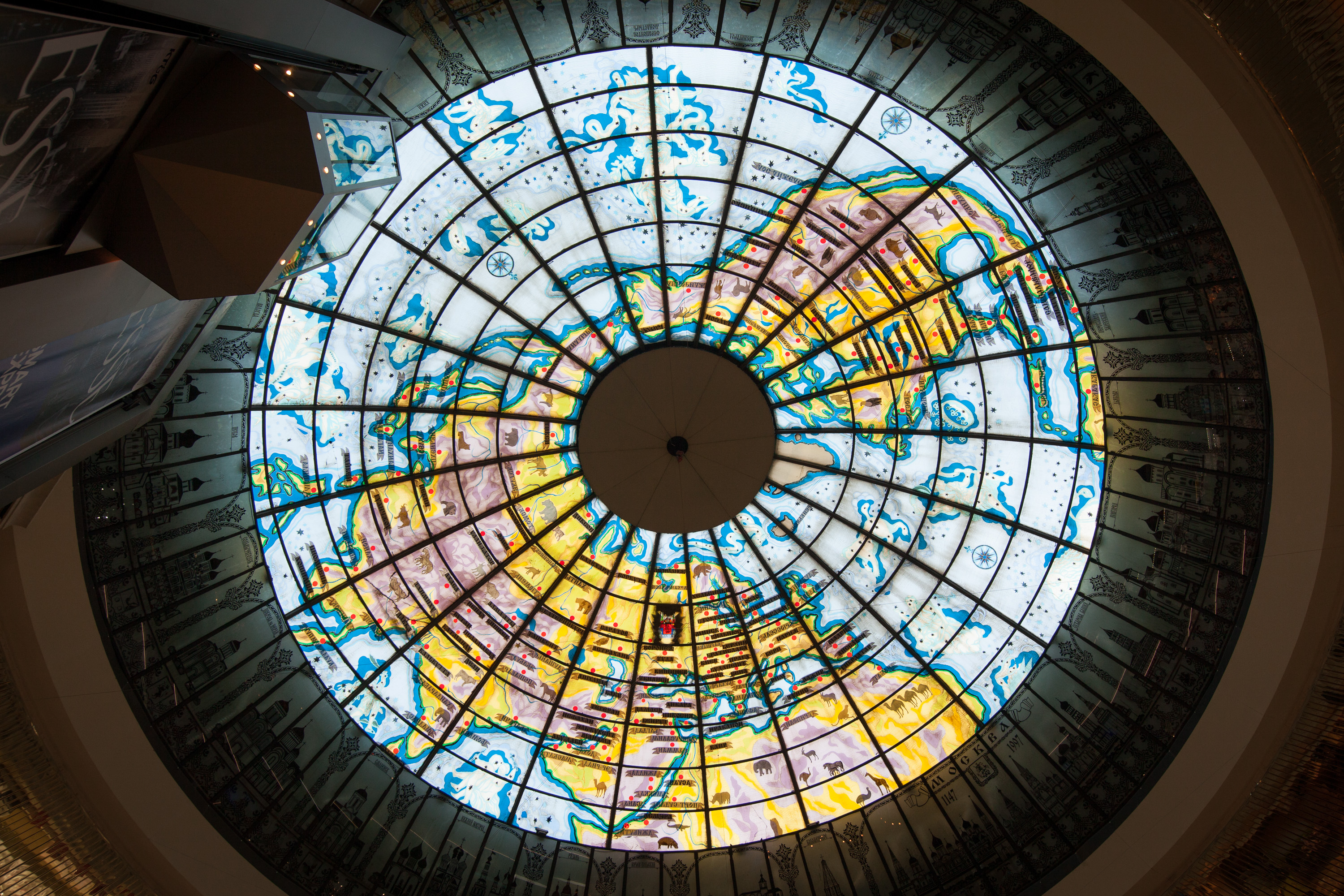
Купол, вид изнутри

«Моспроект-2» отказался от углубления комплекса, из-за чего число подземных уровней сократилось до 3, а ещё один поднялся над уровнем земли. Приподнятая часть «Охотного ряда» была решена в виде системы площадей-террас, соединённых лестницами и балюстрадами, а её фасады стилизованы под аркады традиционных русских торговых рядов. Ниже уровня земли были организованы 3 галереи общей площадью 62711 м², прорезанные 2 атриумами, увенчанными стеклянными куполами. Каждый подземный уровень получил оформление в стилях разных эпох: от XVII века на нижнем к классицизму на среднем и модерну на верхнем этаже. Исторический декор Церетели выполнил из пластиков, которые ранее не смог применить в оформлении Храма Христа Спасителя. Наземная часть комплекса была украшена многочисленными фонарями, скульптурами авторства Церетели и 12 фонтанами.
Ещё в 1990-х годах архитектура и оформление «Охотного ряда» стали предметом критики. По мнению архитектурного критика Григория Ревзина, проектировщикам «Моспроекта-2» не удалось преодолеть ощущение тяжести подземного пространства, и по пропорциям торговый центр оказался близок к подземным переходам, а некачественная имитация исторического декора существенно удешевила оформление, несмотря на его крайне высокую стоимость — почти 5 тысяч долларов за м². Но большую проблему критики, включая Ревзина, Рустама Рахматуллина и Сергея Заграевского видят в том, как надземная часть «Охотного ряда» нарушила ансамбль Манежной площади и восприятие окружающего пространства — старого здания Московского государственного университета, Александровского сада и расположенной в нём Могилы Неизвестного Солдата. Также при строительстве была уничтожена часть ограды сада, а фонтаны были возведены в охранной зоне Московского кремля.

## Арендаторы
На трёх подземных уровнях «Охотного ряда», связанных лестницами, лифтами и эскалаторами, разместились более 100 магазинов одежды, обуви, косметики, аксессуаров, спортивных и детских товаров, бытовой и компьютерной техники, причём магазины с более высокими ценами расположены на верхних уровнях, а масс-маркет — на нижних. В комплексе также есть отделения банков, офисы туристических фирм, продуктовый магазин, а на нижнем этаже расположен ресторанный дворик. Входы в торговый центр расположены на территории Александровского сада, со стороны Манежа и в подземном переходе станции метро «Охотный ряд». У торгового центра есть собственная платная подземная парковка со въездом со стороны Манежа.